# Kenta Kawai
Kenta Kawai (japanisch 川井 健太 Kawai Kenta; * 7. Juni 1981 in der Präfektur Ehime) ist ein ehemaliger japanischer Fußballspieler und heutiger Trainer.

## Karriere

### Spieler
Kawai erlernte das Fußballspielen in der Jugendmannschaft von Ehime FC und der Universitätsmannschaft der Momoyama-Gakuin-Universität. Seinen ersten Vertrag unterschrieb er 2004 bei Ehime FC. Der Verein spielte in der dritthöchsten Liga des Landes, der Japan Football League. 2005 wurde er mit dem Verein Meister der Japan Football League und stieg in die J2 League auf. Ende 2006 beendete er seine Karriere als Fußballspieler.